# Сен-Мишель-де-Булонь
Сен-Мише́ль-де-Було́нь (фр. Saint-Michel-de-Boulogne, окс. Sant Michel de Boulogne) — коммуна во Франции, находится в регионе Рона — Альпы. Департамент коммуны — Ардеш. Входит в состав кантона Валь-ле-Бен. Округ коммуны — Ларжантьер.
Код INSEE коммуны — 07277.

## Население
Население коммуны на 2008 год составляло 145 человек.
| 1962 | 1968 | 1975 | 1982 | 1990 | 1999 | 2008 |
| ---- | ---- | ---- | ---- | ---- | ---- | ---- |
| 91   | 111  | 101  | 106  | 96   | 130  | 145  |

## Экономика
В 2007 году среди 90 человек в трудоспособном возрасте (15—64 лет) 73 были экономически активными, 17 — неактивными (показатель активности — 81,1 %, в 1999 году было 69,5 %). Из 73 активных работали 64 человека (35 мужчин и 29 женщин), безработных было 9 (4 мужчин и 5 женщин). Среди 17 неактивных 5 человек были учениками или студентами, 6 — пенсионерами, 6 были неактивными по другим причинам.